# 布蘭克莎·米赫露域
布兰基察·米哈伊洛维奇（羅馬化：Brankica Mihajlović，1991年4月13日—），塞爾維亞女子排球運動員，司職主攻手，現時效力於土耳其球隊澤仁體育女排俱樂部。
在2012年開始成為塞爾維亞國家女子排球隊一員。她代表塞爾維亞在巴西出戰2016年奥林匹克运动会奪得銀牌。米哈伊洛维奇在奥运会中表現出色，是當屆排名第二的最佳主攻手，個人扣球共有110分。

## 運動生涯
里约奥运会个人得分榜上，米赫露域以扣球110分、发球6分、拦网5分，总计121分排名个人得分榜第4位。而在进攻环节，米赫露域以47.6%的进攻成功率高居扣球榜第二，仅次于朱婷。
她闯荡职业联赛多年，先后效力于波黑布尔奇科、瑞士球隊、韩国球隊、法国球隊、巴西球隊、日本球隊以及土耳其球隊，先后斩获巴超冠军、世俱杯亚军、土超亚军、欧冠季军。